# Nanium mairenai
Nanium mairenai là một loài tò vò trong họ Ichneumonidae.